# Sean Landeta
 (avril 2019).
Si vous disposez d'ouvrages ou d'articles de référence ou si vous connaissez des sites web de qualité traitant du thème abordé ici, merci de compléter l'article en donnant les références utiles à sa vérifiabilité et en les liant à la section « Notes et références ».
(en) Statistiques sur pro-football-reference
Sean Edward Landeta, né le 6 janvier 1962 à Baltimore (Maryland), est un joueur de football américain ayant évolué au poste de punter.
Il effectua sa carrière universitaire à la Towson University puis Sean joua une saison aux Philadelphia Stars, une équipe de l'United States Football League (USFL) avant de rejoindre la National Football League (NFL) par l'intermédiaire des Giants de New York.
Il jouera ensuite pour les Rams de Saint-Louis alors basés à Los Angeles, les Buccaneers de Tampa Bay, les Packers de Green Bay, les Eagles de Philadelphie, puis il retourna vers ses anciennes équipes dont les Rams de Saint-Louis, les Eagles de Philadelphie et enfin les Giants de New York.
Sean remporta les Super Bowl XXI (1987) et Super Bowl XXV (1991) avec les Giants.
Il fut sélectionné deux fois au Pro Bowl au cours de sa carrière à la longévité exceptionnelle.
Désigné par les votants du Pro Football Hall of Fame, il fait partie de l'équipe NFL de la décennie 1980 et de l'équipe NFL de la décennie 1990.